# 交響曲第2番 (カバレフスキー)
交響曲第2番ハ短調作品19は、ドミトリー・カバレフスキーが1934年に作曲した交響曲。

## 初演
1934年12月25日にモスクワでアルバート・コーツの指揮により初演された。コーツは1936年にBBC交響楽団を指揮してイギリス初演も果たしている。アメリカ初演は、1942年11月8日、アルトゥーロ・トスカニーニ指揮NBC交響楽団によって行われ、その後、セルゲイ・クーセヴィツキーにも取り上げられ、カバレフスキーの名を国際的に知らしめることとなった。

## 楽器編成
フルート3（3奏者はピッコロ持ち替え）、オーボエ2、コーラングレ、クラリネット2（A管およびB♭管、第3奏者はE♭管も持ち替え）、バス・クラリネット（A管およびB♭管）、ファゴット2、コントラファゴット、ホルン4、トランペット3（C調）、トロンボーン3、チューバ、ティンパニ、小太鼓、シンバル、ドラム、弦五部

## 楽曲構成
第1楽章 アレグロ・クアジ・プレスト
ハ短調。ソナタ形式。全合奏の後、クラリネットが第1主題を奏する。
第2楽章 アンダンテ・ノン・トロッポ。
ト短調。ソナチネ形式。フルートが第1主題を呈示する。
第3楽章 プレスティッシモ・スケルツァンド
変ホ長調。ロンド形式。